# Jean-Claude Merlin
| Odkryte planetoidy: 75  | Odkryte planetoidy: 75 |
| ----------------------- | ---------------------- |
| (10233) Le Creusot      | 5 grudnia 1997         |
| (15042) Anndavgui       | 14 grudnia 1998        |
| (25625) Verdenet        | 5 stycznia 2000        |
| (37044) Papymarcel      | 27 października 2000   |
| (67979) Michelory       | 4 grudnia 2000         |
| (88795) Morvan          | 20 września 2001       |
| (98494) Marsupilami     | 27 października 2000   |
| (99262) Bleustein       | 20 lipca 2001          |
| (110393) Rammstein      | 11 października 2001   |
| (125592) Buthiers       | 15 grudnia 2001        |
| (125718) Jemasalomon    | 15 grudnia 2001        |
| (135268) Haigneré       | 20 września 2001       |
| (155142) Tenagra        | 26 października 2005   |
| (157747) Mandryka       | 2 lutego 2006          |
| (158222) Manicolas      | 20 września 2001       |
| (172850) Coppens        | 3 marca 2005           |
| (181279) Iapyx          | 22 stycznia 2006       |
| (181627) Philgeluck     | 8 grudnia 2006         |
| (184275) Laffra         | 6 stycznia 2005        |
| (184878) Gotlib         | 26 października 2005   |
| (198993) Epoigny        | 20 listopada 2005      |
| (205424) Bibracte       | 13 kwietnia 2001       |
| (221230) Sanaloria      | 30 października 2005   |
| (221465) Rapa Nui       | 28 stycznia 2006       |
| (224592) Carnac         | 22 grudnia 2005        |
| (224617) Micromégas     | 22 grudnia 2005        |
| (227641) Nothomb        | 28 stycznia 2006       |
| (227767) Enkibilal      | 20 października 2006   |
| (229631) Cluny          | 4 marca 2006           |
| (231307) Peterfalk      | 28 stycznia 2006       |
| (233383) Assisneto      | 4 marca 2006           |
| (236463) Bretécher      | 18 marca 2006          |
| (243285) Fauvaud        | 11 lutego 2008         |
| (250840) Motörhead      | 30 października 2005   |
| (255308) Christianzuber | 20 listopada 2005      |
| (260508) Alagna         | 3 marca 2005           |
| (261690) Jodorowsky     | 24 grudnia 2005        |
| (262876) Davidlynch     | 21 stycznia 2007       |
| (266854) Sezenaksu      | 24 października 2009   |
| (274213) Satriani       | 5 maja 2008            |
| (278197) Touvron        | 9 marca 2007           |
| (291325) de Tyard       | 29 stycznia 2006       |
| (292991) Lyonne         | 17 listopada 2006      |
| (293499) Wolinski       | 14 kwietnia 2007       |
| (308197) Satrapi        | 3 marca 2005           |
| (320880) Cabu           | 11 kwietnia 2008       |
| (332183) Jaroussky      | 28 stycznia 2006       |
| (348034) Deslorieux     | 24 października 2003   |
| (348383) Petibon        | 2 kwietnia 2005        |
| (361450) Houellebecq    | 21 stycznia 2007       |
| (362316) Dogora         | 15 listopada 2009      |
| (369423) Quintegr’al    | 28 stycznia 2006       |
| (371220) Angers         | 22 stycznia 2006       |
| (374354) Pesquet        | 30 października 2005   |
| (375007) Buxy           | 14 kwietnia 2007       |
| (375176) Béziau         | 28 lutego 2008         |
| (381048) Werber         | 17 listopada 2006      |
| (383492) Aubert         | 21 stycznia 2007       |
| (383508) Vadrot         | 9 lutego 2007          |
| (388370) Paulblu        | 20 października 2006   |
| (419435) Tiramisu       | 14 lutego 2010         |
| (423645) 2005 YM4       | 22 grudnia 2005        |
| (434678) 2006 BE8       | 22 stycznia 2006       |
| (440670) 2005 YL4       | 22 grudnia 2005        |
| (475080) Jarry          | 26 października 2005   |
| (490628) Chassigny      | 24 stycznia 2010       |
| (547666) Morgon         | 3 marca 2005           |
| (548032) Ensisheim      | 17 stycznia 2010       |
| (552385) Rochechouart   | 25 grudnia 2013        |
| (555955) Lurçat         | 20 listopada 2005      |
| (569484) Irisdement     | 26 października 2005   |
| (570814) Nauru          | 18 listopada 2006      |
| (578202) 2013 YX18      | 25 grudnia 2013        |
| (588108) 2007 JX        | 8 maja 2007            |
| (596543) 2005 WK50      | 6 listopada 2005       |

Jean-Claude Merlin (ur. 1954) – francuski technik obliczeniowy i astronom. Zajmuje się obserwacjami komet i planetoid. Założył i kierował lokalnym stowarzyszeniem astronomicznym Société Astronomique de Bourgogne. Pisze artykuły do magazynów astronomicznych, napisał także kilka książek o planetoidach. Obserwacje prowadzi z małego prywatnego obserwatorium w Le Creusot (kod IAU: 504) oraz poprzez zdalnie sterowany przez Internet teleskop w Tenagra Observatory w Arizonie (USA).
W latach 1997–2013 odkrył 75 planetoid. W uznaniu jego pracy jedną z planetoid nazwano (57658) Nilrem (nazwa ta jest ananimem jego nazwiska).